# Großer Preis der USA 1965
Der Große Preis der USA 1965 (offiziell VIII United States Grand Prix) fand am 3. Oktober auf dem Watkins Glen International in Watkins Glen statt und war das neunte Rennen der Automobil-Weltmeisterschaft 1965.

## Berichte

### Hintergrund

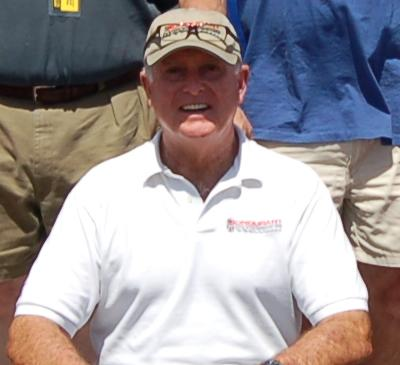
Debütrennen von Bob Bondurant

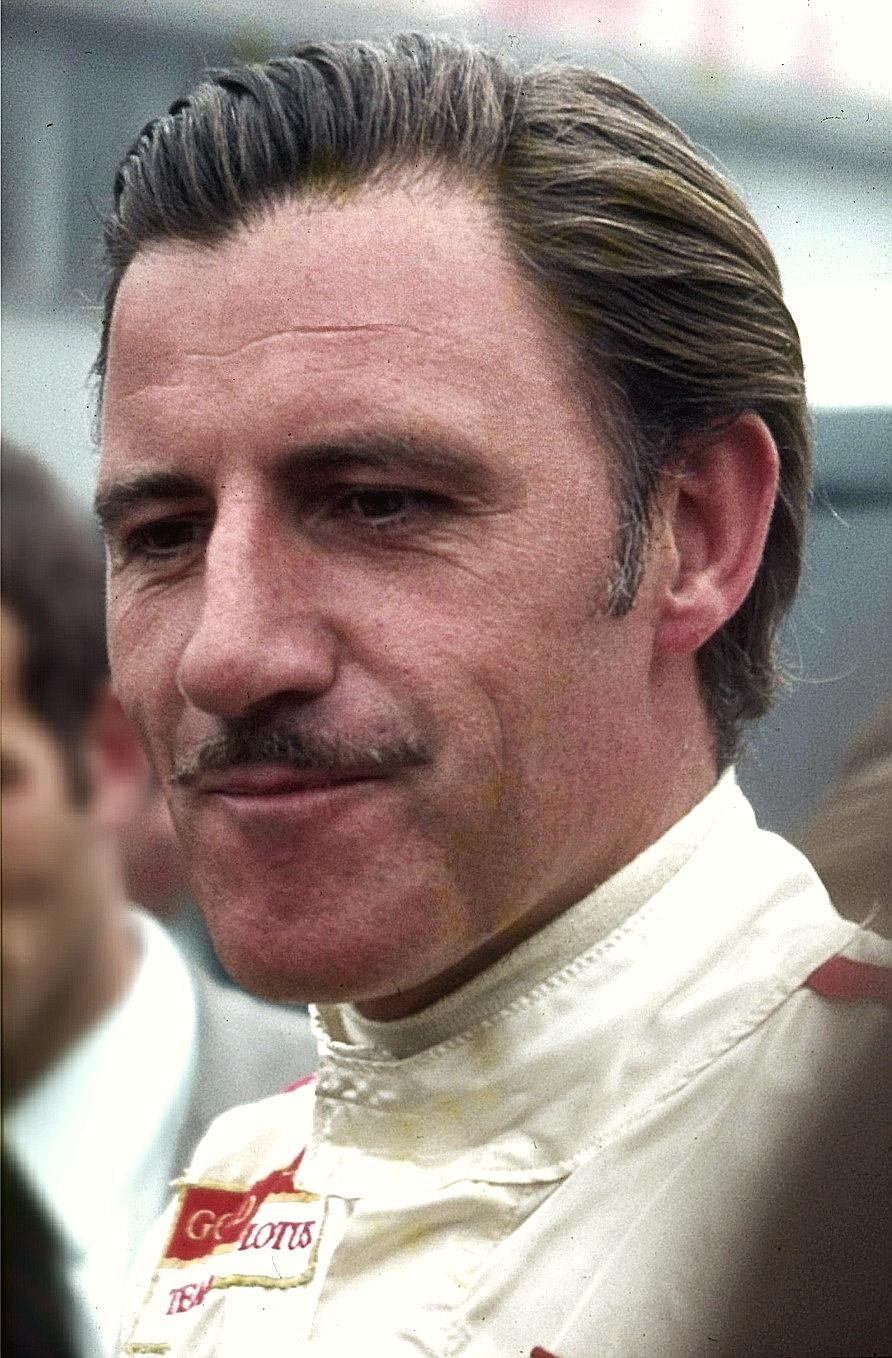
Dritter Sieg in Folge beim Großen Preis der USA von Graham Hill

Eine Woche vor dem Großen Preis der USA verunfallte John Surtees beim Training für ein CanAm-Rennen auf Lola in Kanada schwer. Nach dem Verlust eines Rades kam er von der Strecke ab und wurde schwer verletzt. Da Surtees somit den Rest der Saison ausfiel, fuhr Ferrari lediglich mit Lorenzo Bandini, der Surtees Wagen übernahm. Außerdem trat Ferrari gleichzeitig als North American Racing Team zum Rennen an und meldete zwei Fahrzeuge für Pedro Rodríguez und Bob Bondurant. Für Rodríguez war es das erste Saisonrennen, für Bondurant das Debüt in der Automobil-Weltmeisterschaft. Bondurant fuhr sein einziges Rennen für Ferrari. Er wechselte anschließend für das letzte Saisonrennen zu Reg Parnell Racing. Auch Lotus verwendete drei Wagen, ein zusätzliches Cockpit wurde Moisés Solana zur Verfügung gestellt, der zuletzt 1964 ein Grand Prix für Lotus bestritten hatte. Bei Brabham kehrte Jack Brabham nach einer weiteren Pause zurück und fuhr den Rest des Jahres neben Dan Gurney. Denis Hulme wurde erst 1966 neuer Stammfahrer bei Brabham und bestritt bis dahin keine weiteren Rennen in der Automobil-Weltmeisterschaft.
Mit Bruce McLaren, Innes Ireland, Jim Clark und Graham Hill nahmen vier ehemalige Sieger am Rennen teil. Hill gewann in den vorherigen zwei Jahren. Bei den Konstrukteuren war Lotus zuvor dreimal erfolgreich, B.R.M. zweimal und Cooper einmal. In der Fahrerwertung führte Clark uneinholbar vor Hill und dessen Teamkollegen Jackie Stewart. Hill und Stewart trennte nur ein Punkt und beide kämpften noch um die Vize-Weltmeisterschaft. In der Konstrukteurswertung lag Lotus durch die Streichresultateregelung uneinholbar vor B.R.M., die wiederum 18 Punkte Vorsprung auf Ferrari hatten.

### Training
Die erste Trainingssitzung fand am Freitag statt und dauerte vier Stunden. Ireland nahm aufgrund einer Grippe-Erkrankung nicht an der Trainingssitzung teil. Die Strecke war nass, sodass die Fahrer anfangs mehr als zehn Sekunden langsamer waren als die Bestzeiten des Vorjahres. Nach einer Stunde trocknete die Strecke langsam ab und die Fahrer verbesserten kontinuierlich ihre jeweiligen Bestzeiten. Zu diesem Zeitpunkt waren Hill und Stewart die schnellsten Fahrer im Feld. B.R.M. nutzte daraufhin die Zeit um neue Reifen zu testen, die eine Zeitverbesserung von einer halben Sekunde einbrachten. Andere Teams hatten dagegen mit technischen Defekten zu kämpfen. Beide Cooper mussten repariert werden, Clarks Lotus und Gurneys Brabham verloren ständig Öl und bei Brabham gab es Getriebeprobleme. Eine Stunde vor Ende der Trainingssitzung gab es einen weiteren Regenschauer, der aber schnell wieder nachließ. Nach dem erneuten Abtrocknen der Strecke verbesserte Hill seine Bestzeit und lag auf Rang eins vor Clark und Stewart.
Vor der zweiten Trainingssitzung fanden Dreharbeiten statt, bei denen Stewart onboard gefilmt wurde, sowie einige andere Fahrzeuge einen Kamerawagen überholten. Das Training wurde unmittelbar nach Beendigung dieser Dreharbeiten fortgesetzt und gleich zu Beginn gingen viele Fahrer auf die Strecke. Ireland war immer noch gesundheitlich beeinträchtigt, sodass er nur wenige Runden fuhr. Clark und Hill, die 1965 alle Pole-Positions unter sich ausgemacht hatten, duellierten sich auch in diesem Training und unterboten sich mehrfach gegenseitig. Dabei wurden die jeweiligen Fahrzeuge zwischendurch modifiziert und angepasst um Clark und Hill weitere Verbesserungen zu ermöglichen.
Hill setzte sich knapp gegen Clark durch und sicherte sich seine vierte Pole-Position der Saison. Clark lag mit einer Zehntelsekunde Abstand auf Rang zwei und nur fünf Hundertstelsekunden vor Richie Ginther auf Honda. Auf den vierten Platz qualifizierte sich Mike Spence vor Bandini, Stewart und Brabham. Die ersten Zehn wurden von Gurney, McLaren und Joakim Bonnier vervollständigt. Bonnier war erneut der schnellste Fahrer mit Kundenfahrzeug. Ronnie Bucknum, Jochen Rindt und die beiden Fahrer des North American Racing Teams qualifizierten sich im hinteren Feld.

### Rennen
Clark und Hill waren beim Start gleichauf und gingen nebeneinander in die erste Kurve. Hill setzte sich anschließend durch und führte das Rennen an. Stewart kam im Zweikampf mit Ginther von der Strecke ab und traf einen Curb, wodurch seine Aufhängung leicht beschädigt wurde. Dies wirkte sich aber nicht negativ auf die Fahreigenschaften seines Wagens aus, sodass er das Rennen vor Ginther auf Rang drei fortsetzte. Dahinter bildete sich ein Verfolgerfeld bestehend aus Bandini, Spence, Brabham und Gurney. Ginther fiel nach einem Fahrfehler auf Rang 14 zurück. In der zweiten Runde übernahm Clark die Führung, als Hill in der Kurve vor der Boxengasse zu weit nach außen kam und Clark dies für ein Überholmanöver nutzte.
Stewart kam in der vierten Rennrunde an die Box um ein defektes Kabel am Gaspedal reparieren zu lassen. Als er wieder auf die Strecke ging, setzte Regen ein und bedingt durch den leichten Aufhängungsschaden war sein B.R.M. unter diesen neuen Bedingungen zu unstabil, wodurch Stewart später das Rennen aufgab. Gurney überholte Brabham und schloss auf Bandini und Spence auf. Während der Regen immer stärker wurde gelang es Hill erneut die Führung zu übernehmen und diese für sechs Runden zu halten. Ireland stellte seinen Lotus in der neunten Runde aufgrund seiner Erkrankung ab, da er deswegen zuvor bereits zweimal von der Strecke abgekommen war. Zwei Runden später schied McLaren mit fehlendem Öldruck aus und auch Clark fiel in der gleichen Runde aus. Vor dem Rennen hatte Lotus noch versucht den Motor an Clarks Wagen mit Ersatzteilen aus Gurneys kaputten Motors zu reparieren, den das Brabham nach dem Training nicht mehr benötigten. Allerdings hielt dieser reparierte Motor nur für die ersten elf Runden.
Nach dem Ausscheiden von Clark führte Hill ungefährdet das Feld an, sein Vorsprung auf den neuen Zweitplatzierten Gurney betrug mehr als 14 Sekunden. Dahinter lag Bandini auf Rang drei vor Brabham. Um den fünften Rang kämpften Bonnier, Rodriguez, Siffert und Bondurant. Rindt und Attwood drehten sich von der Strecke und fielen ins hintere Mittelfeld zurück. In den folgenden Runden überholte Brabham zuerst Bandini und anschließend seinen Teamkollegen Gurney, der aber wenige Zeit später konterte und sich erneut auf den zweiten Platz verbesserte. Diese Reihenfolge blieb dann für lange Zeit unverändert, lediglich Rindt überholte mehrere Konkurrenten und kam bis auf Platz fünf nach vorn.
In Runde 37 wurde der Regen stärker und Hill kam von der Strecke ab. Dadurch verlor er einen Großteil seines Vorsprungs. Da bei Regen die Goodyear-Reifen einen Vorteil von zwei Sekunden brachten, schlossen Gurney und Brabham schnell die Lücke zu Hill. Gurney versuchte daraufhin Hill zu attackieren, kam dabei aber ebenfalls von der Strecke ab, wodurch Brabham an ihm vorbeiging. Es folgte ein Zweikampf um den ersten Platz, bei dem Brabham kurzzeitig vor Hill lag, dann passierte aber auch ihm ein Fahrfehler und er geriet wie seine beiden Konkurrenten zuvor aufs Gras. Hill sicherte sich somit den ersten Platz, während Gurney erneut Brabham überholte. Da der Regen nachließ und die Strecke wieder abtrocknete, war der B.R.M. wieder das schnellste Fahrzeug in der Spitzengruppe und Hill vergrößerte seinen Vorsprung auf Gurney kontinuierlich. Er fuhr zudem in Runde 105 die schnellste Rennrunde. Im hinteren Feld schied Bucknum mit einer leeren Batterie aus, er wurde noch auf Rang 13 gewertet, obwohl er von seinen Mechanikern beim Boxenstopp angeschoben wurde. Laut dem Reglement wäre dies ein Grund für eine Disqualifikation gewesen. Bonnier und Attwood kamen auch für Reparaturen an die Box und setzten das Rennen anschließend fort.
Hill gewann sein zweites Saisonrennen und drittes in Folge beim Großen Preis der USA. Für B.R.M. war es der dritte und letzte Sieg der Saison. Sowohl Hill, als auch B.R.M. gewannen keinen weiteren Großen Preis der USA mehr. Erst 1988 erreichte Ayrton Senna ebenfalls drei Siege in Folge bei diesem Rennen, bei den Konstrukteuren gelang dies 1990 McLaren erneut. Gurney wurde mit zwölf Sekunden Rückstand Zweiter vor Brabham. Im Kampf um die verbleibenden Punkteränge lag Rindt auf Rang vier, bevor sein Getriebe Probleme bereitete. Er verlor daraufhin noch zwei Plätze und fiel hinter Bandini und Rodríguez zurück. Ginther wurde Siebter vor Bonnier, Bondurant und Attwood.
In der Fahrerwertung hatte Hill nach dem Grand Prix 14 Punkte Rückstand auf Clark. Gurney verbesserte sich durch den zweiten Platz auf Rang vier vor Surtees. In der Konstrukteurswertung änderten sich die Positionen nicht, B.R.M. hatte mehr Punkte als Lotus, die aber schon als Weltmeister feststanden. Auf Platz drei lag Ferrari zwei Punkte vor Brabham.

## Meldeliste
| Team                        | Nr. | Fahrer          | Chassis      | Motor           | Reifen |
| --------------------------- | --- | --------------- | ------------ | --------------- | ------ |
| Scuderia Ferrari SpA SEFAC  | 02  | Lorenzo Bandini | Ferrari 1512 | Ferrari 1.5 B12 | D      |
| Owen Racing Organisation    | 03  | Graham Hill     | BRM P261     | BRM 1.5 V8      | D      |
| Owen Racing Organisation    | 04  | Jackie Stewart  | BRM P261     | BRM 1.5 V8      | D      |
| Team Lotus                  | 05  | Jim Clark       | Lotus 33     | Climax 1.5 V8   | D      |
| Team Lotus                  | 06  | Jim Clark       | Lotus 25     | Climax 1.5 V8   | D      |
| Team Lotus                  | 06  | Mike Spence     | Lotus 33     | Climax 1.5 V8   | D      |
| Team Lotus                  | 18  | Mike Spence     | Lotus 25     | Climax 1.5 V8   | D      |
| Team Lotus                  | 18  | Moisés Solana   | Lotus 25     | Climax 1.5 V8   | D      |
| Brabham Racing Organisation | 07  | Jack Brabham    | Brabham BT11 | Climax 1.5 V8   | G      |
| Brabham Racing Organisation | 08  | Dan Gurney      | Brabham BT11 | Climax 1.5 V8   | G      |
| Cooper Car Company          | 09  | Bruce McLaren   | Cooper T77   | Climax 1.5 V8   | D      |
| Cooper Car Company          | 10  | Jochen Rindt    | Cooper T77   | Climax 1.5 V8   | D      |
| Honda R&D Co.               | 11  | Richie Ginther  | Honda RA272  | Honda 1.5 V12   | G      |
| Honda R&D Co.               | 12  | Ronnie Bucknum  | Honda RA272  | Honda 1.5 V12   | G      |
| North American Racing Team  | 14  | Pedro Rodríguez | Ferrari 1512 | Ferrari 1.5 B12 | D      |
| North American Racing Team  | 24  | Bob Bondurant   | Ferrari 158  | Ferrari 1.5 V8  | D      |
| Rob Walker Racing Team      | 15  | Joakim Bonnier  | Brabham BT7  | Climax 1.5 V8   | D      |
| Rob Walker Racing Team      | 16  | Joseph Siffert  | Brabham BT11 | BRM 1.5 V8      | D      |
| Reg Parnell Racing          | 21  | Richard Attwood | Lotus 25     | BRM 1.5 V8      | D      |
| Reg Parnell Racing          | 22  | Innes Ireland   | Lotus 25     | BRM 1.5 V8      | D      |

Anmerkungen
1. 1 2  Jim Clark und Mike Spence fuhren sowohl den Lotus 33 mit der Nummer 6 als auch den Lotus 25 mit der Nummer 6 in den Trainingssitzungen. Mike Spence fuhr den Lotus 33 anschließend im Rennen.
2. 1 2  Moisés Solana fuhr den Lotus mit der Nummer 18 in den Trainingssitzungen und im Rennen.

## Klassifikationen

### Startaufstellung
| Pos. | Fahrer          | Konstrukteur   | Zeit    | Ø-Geschwindigkeit | Start |
| ---- | --------------- | -------------- | ------- | ----------------- | ----- |
| 01   | Graham Hill     | B.R.M.         | 1:11,25 | 190,99 km/h       | 01    |
| 02   | Jim Clark       | Lotus-Climax   | 1:11,35 | 190,72 km/h       | 02    |
| 03   | Richie Ginther  | Honda          | 1:11,40 | 190,59 km/h       | 03    |
| 04   | Mike Spence     | Lotus-Climax   | 1:11,50 | 190,32 km/h       | 04    |
| 05   | Lorenzo Bandini | Ferrari        | 1:11,73 | 189,71 km/h       | 05    |
| 06   | Jackie Stewart  | B.R.M.         | 1:11,76 | 189,63 km/h       | 06    |
| 07   | Jack Brabham    | Brabham-Climax | 1:12,20 | 188,48 km/h       | 07    |
| 08   | Dan Gurney      | Brabham-Climax | 1:12,25 | 188,35 km/h       | 08    |
| 09   | Bruce McLaren   | Cooper-Climax  | 1:12,45 | 187,83 km/h       | 09    |
| 10   | Joakim Bonnier  | Brabham-Climax | 1:12,45 | 187,83 km/h       | 10    |
| 11   | Joseph Siffert  | Brabham-B.R.M. | 1:12,5  | 187,70 km/h       | 11    |
| 12   | Ronnie Bucknum  | Honda          | 1:12,7  | 187,18 km/h       | 12    |
| 13   | Jochen Rindt    | Cooper-Climax  | 1:12,9  | 186,67 km/h       | 13    |
| 14   | Bob Bondurant   | Ferrari        | 1:12,9  | 186,67 km/h       | 14    |
| 15   | Pedro Rodríguez | Ferrari        | 1:13,0  | 186,41 km/h       | 15    |
| 16   | Richard Attwood | Lotus-B.R.M.   | 1:13,7  | 184,64 km/h       | 16    |
| 17   | Moisés Solana   | Lotus-Climax   | 1:13,7  | 184,64 km/h       | 17    |
| 18   | Innes Ireland   | Lotus-B.R.M.   | 1:15,0  | 181,44 km/h       | 18    |

### Rennen
| Pos. | Fahrer          | Konstrukteur   | Runden | Stopps | Zeit        | Start | Schnellste Runde |
| ---- | --------------- | -------------- | ------ | ------ | ----------- | ----- | ---------------- |
| 01   | Graham Hill     | B.R.M.         | 110    | 0      | 2:20:36,100 | 01    | 1:11,90 (105.)   |
| 02   | Dan Gurney      | Brabham-Climax | 110    | 0      | + 12,500    | 08    |                  |
| 03   | Jack Brabham    | Brabham-Climax | 110    | 0      | + 57,500    | 07    |                  |
| 04   | Lorenzo Bandini | Ferrari        | 109    | 0      | + 1 Runde   | 05    |                  |
| 05   | Pedro Rodríguez | Ferrari        | 109    | 0      | + 1 Runde   | 15    |                  |
| 06   | Jochen Rindt    | Cooper-Climax  | 108    | 0      | + 2 Runden  | 13    |                  |
| 07   | Richie Ginther  | Honda          | 108    | 0      | + 2 Runden  | 03    |                  |
| 08   | Joakim Bonnier  | Brabham-Climax | 107    | 1      | + 3 Runden  | 10    |                  |
| 09   | Bob Bondurant   | Ferrari        | 106    | 0      | + 4 Runden  | 14    |                  |
| 10   | Richard Attwood | Lotus-B.R.M.   | 101    | 1      | + 9 Runden  | 16    |                  |
| 11   | Joseph Siffert  | Brabham-B.R.M. | 99     | 0      | + 11 Runden | 11    |                  |
| 12   | Moisés Solana   | Lotus-Climax   | 95     | 0      | + 15 Runden | 17    |                  |
| 13   | Ronnie Bucknum  | Honda          | 92     | 1      | + 18 Runden | 12    |                  |
| –    | Jackie Stewart  | B.R.M.         | 12     | 1      | DNF         | 06    |                  |
| –    | Jim Clark       | Lotus-Climax   | 11     | 0      | DNF         | 02    |                  |
| –    | Bruce McLaren   | Cooper-Climax  | 11     | 0      | DNF         | 09    |                  |
| –    | Innes Ireland   | Lotus-B.R.M.   | 9      | 0      | DNF         | 18    |                  |
| –    | Mike Spence     | Lotus-Climax   | 9      | 0      | DNF         | 04    |                  |

## WM-Stände nach dem Rennen
Die ersten sechs des Rennens bekamen 9, 6, 4, 3, 2, 1 Punkte. Es zählten nur die sechs besten Ergebnisse aus zehn Rennen. In der Konstrukteurswertung zählten dabei nur die Punkte des bestplatzierten Fahrers eines Teams.

### Fahrerwertung
| Pos. | Fahrer          | Konstrukteur                | Punkte  |
| ---- | --------------- | --------------------------- | ------- |
| 01   | Jim Clark       | Lotus-Climax                | 54      |
| 02   | Graham Hill     | B.R.M.                      | 40 (47) |
| 03   | Jackie Stewart  | B.R.M.                      | 33 (34) |
| 04   | Dan Gurney      | Brabham-Climax              | 19      |
| 05   | John Surtees    | Ferrari                     | 17      |
| 06   | Lorenzo Bandini | Ferrari                     | 13      |
| 07   | Bruce McLaren   | Cooper-Climax               | 10      |
| 08   | Jack Brabham    | Brabham-Climax              | 9       |
| 09   | Denis Hulme     | Brabham-Climax              | 8       |
| 10   | Mike Spence     | Lotus-Climax                | 4       |
| 11   | Jochen Rindt    | Cooper-Climax               | 4       |
| 12   | Pedro Rodríguez | Ferrari                     | 2       |
| 13   | Joseph Siffert  | Brabham-B.R.M.              | 2       |
| 14   | Richie Ginther  | Honda                       | 1       |
| 15   | Richard Attwood | Lotus-B.R.M.                | 1       |
| 16   | Joakim Bonnier  | Brabham-Climax              | 0       |
| 17   | Paul Hawkins    | Lotus-Climax / Brabham-Ford | 0       |
| 18   | Masten Gregory  | B.R.M.                      | 0       |
| 19   | Bob Anderson    | Brabham-Climax              | 0       |
| 20   | Bob Bondurant   | Ferrari                     | 0       |

| Pos. | Fahrer             | Konstrukteur   | Punkte |
| ---- | ------------------ | -------------- | ------ |
| 21   | Peter de Klerk     | Alfa Romeo     | 0      |
| 22   | Tony Maggs         | Lotus-B.R.M.   | 0      |
| 23   | Frank Gardner      | Brabham-B.R.M. | 0      |
| 24   | Innes Ireland      | Lotus-B.R.M.   | 0      |
| 25   | Lucien Bianchi     | B.R.M.         | 0      |
| 26   | Nino Vaccarella    | Ferrari        | 0      |
| 27   | Moisés Solana      | Lotus-Climax   | 0      |
| 28   | Sam Tingle         | LDS-Alfa Romeo | 0      |
| 29   | Roberto Bussinello | B.R.M.         | 0      |
| 30   | David Prophet      | Brabham-Ford   | 0      |
| –    | Ronnie Bucknum     | Honda          | 0      |
| –    | John Love          | Cooper-Climax  | 0      |
| –    | Mike Hailwood      | Lotus-B.R.M.   | 0      |
| –    | Chris Amon         | Lotus-B.R.M.   | 0      |
| –    | John Rhodes        | Cooper-Climax  | 0      |
| –    | Gerhard Mitter     | Lotus-Climax   | 0      |
| –    | Giacomo Russo      | Lotus-Climax   | 0      |
| –    | Giancarlo Baghetti | Brabham-Climax | 0      |
| –    | Giorgio Bassi      | B.R.M.         | 0      |

### Konstrukteurswertung
| Pos. | Konstrukteur   | Punkte  |
| ---- | -------------- | ------- |
| 01   | Lotus-Climax   | 54      |
| 02   | B.R.M.         | 45 (61) |
| 03   | Ferrari        | 26 (27) |
| 04   | Brabham-Climax | 24 (25) |
| 05   | Cooper-Climax  | 14      |
| 06   | Brabham-B.R.M. | 2       |

| Pos. | Konstrukteur   | Punkte |
| ---- | -------------- | ------ |
| 07   | Honda          | 2      |
| 08   | Lotus-B.R.M.   | 1      |
| 09   | Brabham-Ford   | 0      |
| 10   | Alfa Romeo     | 0      |
| 11   | LDS-Alfa Romeo | 0      |